# 김치인 선생 묘
김치인 선생 묘는 대한민국 경기도 시흥시 안현동에 있다. 1986년 3월 3일 시흥시의 향토유적 제1호로 지정되었다.

## 개요
조선 후기 영의정 김치인(1715~1790)의 묘이다.

## 같이 보기
- 김치인